# Distrito de Vohibinany
Vohibinany es un distrito de la región de Atsinanana, en la isla de Madagascar, con una población estimada en julio de 2014 de 193 151 habitantes.
Se encuentra ubicado cerca de la costa oriental de la isla, al este de la capital nacional, Antananarivo.